# کامران قادری
کامران قادری یک تاجر ایرانی-اتریشی است که در جمهوری اسلامی ایران زندانی بود. مقامات ایرانی قادری را در ۲ ژانویهٔ سال ۲۰۱۶ به محض ورود به ایران از اتریش در یک سفر معمولی تجاری دستگیر کردند. در ۱۷ اکتبر ۲۰۱۶، قوهٔ قضائیهٔ جمهوری اسلامی وی را به همراه اتباع دوگانه ایرانی-خارجی مانند سیامک نمازی، باقر نمازی، و نزار زکا شهروند لبنانی، به اتهام جاسوسی به ۱۰ سال زندان محکوم کرد. قادری تقریباً نخستین سال بازداشتش را در سلول انفرادی در بند ۲۰۹ زندان اوین گذراند. در آوریل ۲۰۱۷، وی به بند عمومی اوین منتقل شد و در آنجا در یک سلول ۱۶ متری بدون پنجره با ۱۶ زندانی دیگر همراه بود. این بند به سوسک، ساس و موش آلوده‌است.
قادری با هاریکا ازدواج کرده‌است. آن‌ها سه فرزند دارند.